# تحالف الأمة الحرة
تحالف الأمة الحرة هو تحالف انتخابي إسلامي في مصر. على الرغم من أن حزب الأصالة وحزب الراية انضما في البداية إلى الائتلاف، انضموا وقت لاحق إلى تحالف الأمة.